# Metka Munih
Metka Munih, slovenska smučarska tekačica, * 23. april 1959, Ljubljana.
Metka Munih je za Jugoslavijo nastopila na Zimskih olimpijskih igrah 1984 v Sarajevu, kjer je osvojila 10. mesto v štafeti 4 X 5 km, 38. mesto na 20 km ter 43. mesti na 5 in 10 km.